# 金邊夾鼻眼鏡探案
《金邊夾鼻眼鏡探案》是柯南·道爾所著的福爾摩斯探案的56個短篇故事之一，收錄於《福爾摩斯歸來記》。

## 故事簡介
一位學者的助理被發現倒斃在學者的家中，死時手持一副金邊夾鼻眼鏡，離開大屋的路線上又找不到腳印，警方對此毫無頭緒，向福爾摩斯請教。福爾摩斯一去到案發現場，就斷定兇手從未離開大屋。福爾摩斯連日觀察大屋狀況，發現學者食量大增，懷疑他匿藏兇手。最後發現兇手是學者的前妻，的確躲在大屋里，學者為免過去的醜聞被揭發，只好協助兇手藏匿。